# 浜恵子 (バレーボール)
浜 恵子（はま けいこ、現姓:高荷、1947年11月7日 - ）は、日本の元女子バレーボール選手。1968年メキシコオリンピック、1972年ミュンヘンオリンピック女子銀メダリスト。

## 来歴
千葉県生まれ、神奈川県大和市育ち。中学が新設校でバレーボール部が創部され、高身長だったため先生に勧められバレーボールを始める。中学時代は県内大会で2度優勝を経験した。高校は「やるからには強い学校に」という先生の勧めがあり、強豪校の中村高校に進学する。
1965年に実業団のヤシカに入部。1968年に全日本メンバーに選出され、1968年のメキシコオリンピック準優勝、1972年のミュンヘンオリンピック準優勝に大きく貢献した。
国内でも1969年度から4年連続でベスト6に輝くなど、ヤシカの好成績の原動力となった。

## 球歴
- 全日本代表 - 1968-1973年
  - オリンピック - 1968年、1972年
  - 世界選手権 - 1970年
  - ワールドカップ - 1973年

## 受賞歴
- 1969年 - 第3回日本リーグ 敢闘賞、ブロック賞、ベスト6
- 1970年 - 第4回日本リーグ 敢闘賞、スパイク賞、ベスト6
- 1971年 - 第5回日本リーグ ベスト6
- 1972年 - 第6回日本リーグ スパイク賞、ベスト6

## 所属チーム
- 大和市立光丘中学校
- 中村高校
- ヤシカ（1966-1974年）